# Kumakōgen
Kumakōgen (jap. 久万高原町 Kumakōgen-chō) – miasto w Japonii, na wyspie Sikoku, w prefekturze Ehime. Według danych na rok 2020 miejscowość zamieszkiwało 7 404 mieszkańców , a gęstość zaludnienia wyniosła 12,7 os./km².